# Banca Intesa
Banca Intesa es un grupo bancario italiano con sede social en Milán. Cotiza en la bolsa de Milán. 
Nació de la fusión de Banco Ambrosiano Veneto, Cariplo y Banca Commerciale Italiana, que se convirtió en 2005 en el primer banco italiano y el decimocuarto en Europa por volumen de fondos propios.
En 2007, se fusionó con Sanpaolo IMI para formar Intesa Sanpaolo, el tercer grupo bancario europeo por tamaño.

## Accionariado
- 2005 : Crédit Agricole 18.0%, Fundación Cariplo 9.4%, Generali 6.1%, Commerzbank 4.5%, Fundación Cariparma 4.4%, Alleanza 3.5%, libre en bolsa 54.1%.